# الساندرو رومئو
الساندرو رومئو (انگلیسی: Alessandro Romeo؛ زادهٔ ۱۹ ژانویهٔ ۱۹۸۷) بازیکن فوتبال اهل ایتالیا است.
از باشگاه‌هایی که در آن بازی کرده‌است می‌توان به باشگاه فوتبال تراپانی، باشگاه فوتبال آسکولی، باشگاه فوتبال پیستویزه، باشگاه فوتبال سمپدوریا، و باشگاه فوتبال یووه استابیا اشاره کرد.